# 스프링클
스프링클(sprinkles)은 쿠키나 컵케이크등에 뿌려먹는 가루다.
주로 반죽을 하고 틀로 모양을 만든뒤에 오븐에 넣기전에 달달함을 위해 스프링클을 뿌린다.

## 같이 보기
- 컨페티
- 퐁당